# 劉錫光
劉錫光（?—?），直隸省天津府滄州人，清朝政治人物、同進士出身。
光緒十六年（1890年），参加光緒庚寅科殿試，登進士三甲186名。同年五月，授內閣中書。